# The Cowboy and the Lady
The Cowboy and the Lady (br O Cowboy e a Grã-fina) é um filme norte-americano de 1938, do gênero comédia, dirigido por H. C. Potter e estrelado por Gary Cooper e Merle Oberon.
O filme é uma tentativa de satirizar a política dos EUA e o modo de vida da alta sociedade. Recebeu três indicações ao Oscar, tendo ficado com a estatueta de Melhor Mixagem de Som.

## Sinopse
Stretch, cowboy de rodeio, conhece Mary Smith, entediada filha de Horace Smith, candidato à Casa Branca. Mary trocou de lugar com sua criada, mas Stretch nem desconfia. Apaixonados, fogem para o Texas e, quando Stretch finalmente descobre a fraude, Mary corre para o pai em Palm Springs. Stretch vai atrás...

## Premiações
| Patrocinador                                  | Prêmio | Categoria                                                                  | Situação          |
| --------------------------------------------- | ------ | -------------------------------------------------------------------------- | ----------------- |
| Academia de Artes e Ciências Cinematográficas | Oscar  | Melhor Mixagem de Som Melhor Canção Original Melhor Trilha Sonora Original | Vencedor Indicado |

## Elenco
| Ator/Atriz         | Personagem         |
| ------------------ | ------------------ |
| Gary Cooper        | Stretch            |
| Merle Oberon       | Mary Smith         |
| Patsy Kelly        | Katie Callahan     |
| Walter Brennan     | Sugar              |
| Fuzzy Knight       | Buzz               |
| Mabel Todd         | Elly               |
| Henry Kolker       | Horace Smith       |
| Harry Davenport    | Tio Hannibal Smith |
| Emma Dunn          | Mama Hawkins       |
| Walter Walker      | Ames               |
| Berton Churchill   | Henderson          |
| Charles Richman    | Dillon             |
| Frederick Vogeding | Capitão            |